# Poe Boy Entertainment
Poe Boy Entertainment is een in Miami gevestigd hiphop-label, opgericht door de manager van Rick Ross, "E-Class", in 1999. Het label werkt voor artiesten als Jacki-O, Rick Ross en Flo Rida. 

## Artiesten

### Momenteel
- Rick Ross (Poe Boy/Def Jam/Slip-N-Slide)
- Flo Rida (Poe Boy/Atlantic)
- Brisco (Poe Boy/Cash Money/Universal)
- Billy Blue
- David Lyn
- Carol City Cartel (Poe Boy/Maybach Music Group)
- J-Rock (producer)

## Verleden
Jacki-O – Poe Little Rich Girl
- Uitgegeven: 26 oktober 2004
- Hitnotering: #95 Billboard Top 100
- Singles: "Nookie (Real Good)", "Fine", "Sugar Walls", "Break You Off"

Rick Ross – Trilla
- Uitgegeven: 11 maart 2008
- Hitnotering: #1 Billboard Top 100
- Singles: "Speedin'", "Street Money", "The Boss", "Here I Am", "This Is the Life'"

Flo Rida – Mail on Sunday
- Uitgegeven: 18 maart 2008
- Chart positions: #4 Billboard Top 100
- Singles: "Low", "Elevator", "In the Ayer"

Billy Blue – Rated Hood - The Street Album (Mixtape)
- Uitgegeven: 2008
- Singles: "Ball Like A Dog", "Get Like Me"

### Aankomend
- Brisco – Street Medicine – TBA, 2008
- Rick Ross – Deeper Than Rap – 2009
- Flo Rida – R.O.O.T.S. – 2009